# Bob Cluggish
 (mars 2020).
Robert Marion Cluggish est un joueur américain de basket-ball, né le 18 septembre 1917 à Marion, dans le Kentucky, et mort le 5 septembre 2008 à Maitland, en Floride. Après avoir joué dans le championnat universitaire pour les Wildcats du Kentucky, il évolue sous les couleurs des Knicks de New York durant la première saison de la Basketball Association of America (BAA), ancêtre de la National Basketball Association (NBA).